# Вишнёвое мороженое
Вишнёвое — мороженое, приготовленное с использованием типичных ингредиентов и вишни. Используются различные виды вишни и сорта черешни.

## Описание
Вишня — распространённый вкус мороженого в США. Для приготовления вишнёвого мороженого используются цельные или нарезанные плоды вишни, а иногда в качестве ингредиента используется вишнёвый сок или его концентрат. Экстракт вишни и масло вишнёвых косточек также использовались в качестве ингредиентов. Используются различные сорта вишни, такие как черёмуха поздняя, Бинг Черри и вишня обыкновенная. Также используется вишня Мараскино. В XX веке мороженое White House Cherry, состоящее из ванильного мороженого с вишней Мараскино, было популярным в некоторых частях США. Также производится вишнёвый десерт джелато, которое можно приготовить как мягкое мороженое. Иногда в качестве ингредиента вишнёвого мороженого используется шоколад.

## История

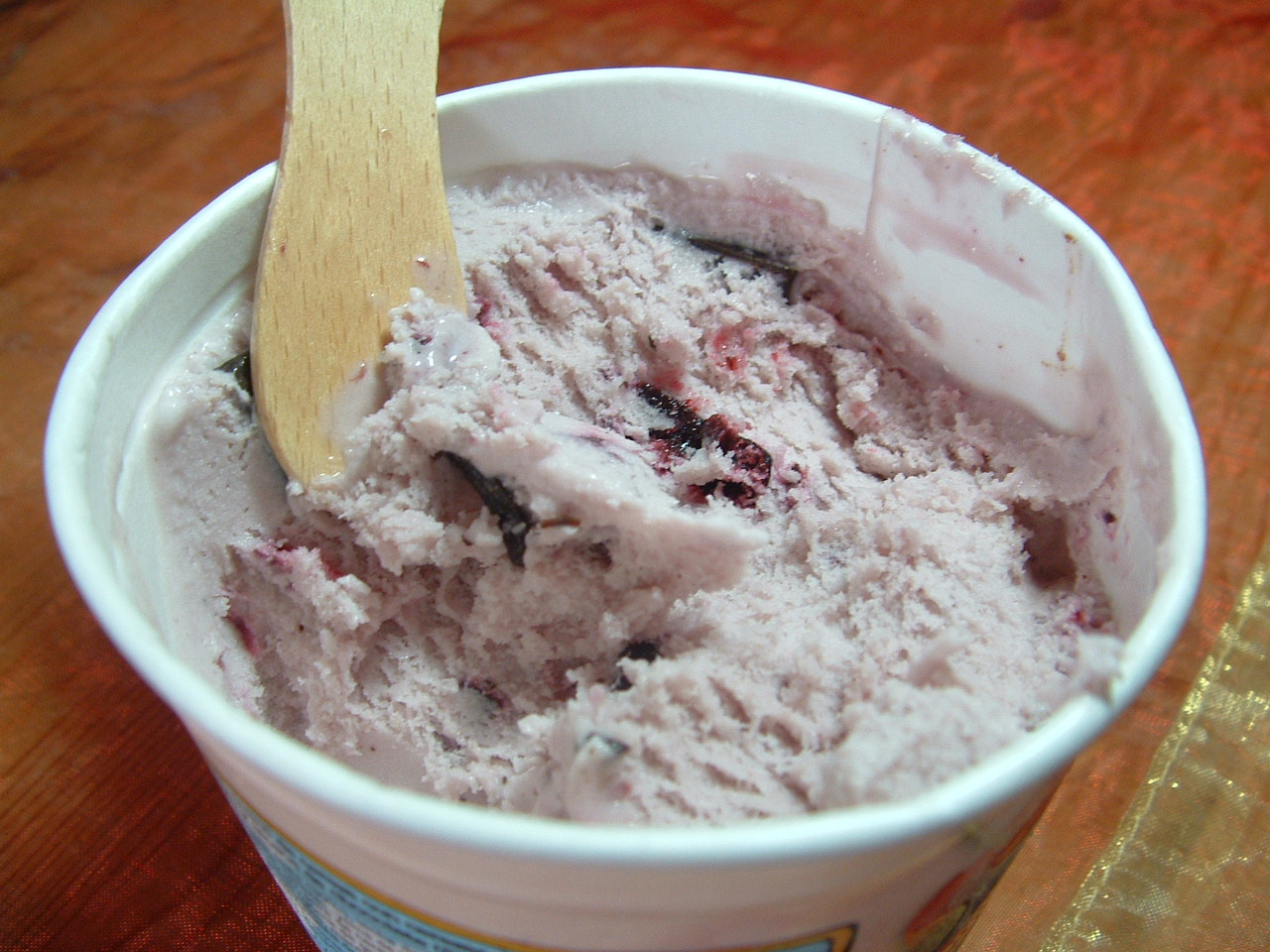
Вишнёвое мороженое Ben & Jerry’s

Шеф-повар французского дипломата Луи Филиппа де Сегюра Андре Виар в книге «Повар Императора», впервые опубликованной в 1806 году, даёт рецепт вишневого мороженого (фр. glace de cerises). Вишнёвое мороженое производится в США как минимум с 1892 года. Версия блюда, созданная в 1932 году, включала экстракт горького миндаля, который используется в качестве добавки к вишне, и был описан как придающий вишне оттенок вишни мараскино.
Стало традицией подавать вишнёвое мороженое на Международном фестивале цветущей вишни в Мейконе, штат Джорджия.

## Массовое производство
Вишнёвое мороженое массово производится в США как минимум с 1917 года.